# Musikjahr 1859
Liste der Musikjahre

◄◄ | ◄ | 1855 | 1856 | 1857 | 1858 | Musikjahr 1859 | 1860 | 1861 | 1862 | 1863 | ► | ►►

Weitere Ereignisse
Dieser Artikel behandelt das Musikjahr 1859.

## Ereignisse

### Neukompositionen
- 09. März: Josef Gabriel Rheinberger komponiert in München sein Abendlied (Bleib bei uns) Opus 69, 3, eines seiner populärsten Chorwerke.
- Georges Bizet stellt seine Oper Don Procopio nach einem Libretto von C. Cambiaggio (nach L. Prividali) fertig. Das Werk wird aber erst am 10. März 1906 in Monte Carlo uraufgeführt.
- In den Vereinigten Staaten wird das patriotische Lied Dixie von Daniel Decatur Emment veröffentlicht.
- Louis Moreau Gottschalk: Ojos criollos op. 37 für Klavier zu vier Händen
- Franz Liszt schreibt seine Trois paraphrases de Concert in denen er Themen aus Verdi Opern verarbeitet.
- Giacomo Meyerbeer komponiert den Festmarsch zu Schillers Geburtstag.
- Das Streichquintett F-Dur op. 59 von Anton Grigorjewitsch Rubinstein wird veröffentlicht.

### Uraufführungen

#### Instrumentalmusik

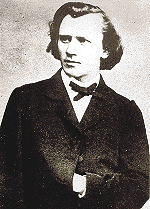
Der junge Johannes Brahms

- 22. Januar: Bei der Uraufführung des 1. Klavierkonzerts von Johannes Brahms am Königlichen Hoftheater in Hannover unter der Leitung von Joseph Joachim sitzt der Komponist selbst am Klavier. Eine weitere Aufführung erfolgt am 27. Januar im Gewandhaus in Leipzig. Die Kritiken sind vernichtend.
- 20. Februar: Die 2. Sinfonie von Camille Saint-Saëns hat ihre Uraufführung.
- 28. März: Joseph Joachim bringt in Hamburg Johannes Brahms’ 1. Serenade in sechs Sätzen zur Uraufführung. Im Dezember erbittet sich Brahms bei Joachim Notenpapier mit der Absicht, das Werk „in eine Sinfonie zu verwandeln“.

#### Musiktheater

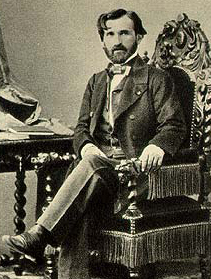
Giuseppe Verdi (1859)

- 17. Februar: Die Oper Un ballo in maschera (Ein Maskenball) von Giuseppe Verdi wird mit triumphalem Erfolg im Teatro Apollo in Rom uraufgeführt. Das Libretto stammt von Antonio Somma nach dem Drama Gustave III. ou Le bal masqué von Eugène Scribe. Das Kürzel V.E.R.D.I. wird zum Symbol für den Freiheitskampf der Italiener.
- 19. März: Die Uraufführung der Oper Faust von Charles Gounod findet am Théâtre-Lyrique in Paris statt. Das Werk mit dem Libretto von Jules Barbier und Michel Carré nach Goethes Faust I ist von Beginn an ein großer Erfolg.
- 31. März: Das Stück Lohengrin von Johann Nestroy und Carl Binder hat seine Uraufführung am Carltheater in Wien. Das Stück parodiert die Oper Lohengrin von Richard Wagner, Nestroys zweites derartiges Stück nach der Travestie Tannhäuser. Im Gegensatz zu diesem reagieren Publikum und Kritik diesmal enttäuscht.
- 04. April: Die erste Fassung der Opéra-comique Dinorah ou Le pardon de Ploërmel von Giacomo Meyerbeer hat ihre Uraufführung an der Opéra-Comique in Paris. Das Libretto stammt von Jules Barbier unter Mitarbeit von Michel Carré auf der Basis von dessen Erzählung Les chercheurs de trésor. Bereits Ende des Jahres kommt es auch zur deutschsprachigen Erstaufführung am herzoglichen Hoftheater in Coburg.
- 15. Mai: Im Teatro Armonia in Triest wird Luigi Riccis letzte Oper Il diavolo a quattro uraufgeführt. Das Libretto stammt von Gaetano Rossi.
- 08. Juni: Die Uraufführung der Oper L’Omelette à la Follenbuche von Léo Delibes findet am Théâtre des Bouffes-Parisiens in Paris statt.
- 22. Juni: Die französische Operette Un Mari à la Porte (Ein Ehemann vor der Tür) von Jacques Offenbach auf ein Libretto von Alfred Charlemagne Delacour und Leon Morand erlebt seine Uraufführung am Théâtre des Bouffes-Parisiens in Paris.
- 06. Juli: Die Uraufführung der Operette Les Vivandières de la Grande Armée von Jacques Offenbach erfolgt am Théâtre des Bouffes-Parisiens in Paris.
- 19. November: Die komische Oper Geneviève de Brabant von Jacques Offenbach wird am Théâtre des Bouffes-Parisiens in Paris uraufgeführt.

Weitere Bühnenwerksuraufführungen
- Friedrich von Flotows Oper La Veuve Grapin wird in Paris uraufgeführt.
- Ebenfalls in Paris bringt Albert Grisar seine Oper Voyage autour de ma chambre heraus.
- William Vincent Wallace führt seine Oper Lurline nach einem Libretto von Edward Fitzball erstmals auf. Ort der Uraufführung ist der Covent Garden in London.
- César Cuis Oper Der Sohn des Mandarin wird ebenfalls 1859 uraufgeführt.

#### Vokalmusik
- 02. Dezember: Der Begräbnisgesang op. 13 von Johannes Brahms wird in Hamburg uraufgeführt.

#### Tanzmusik

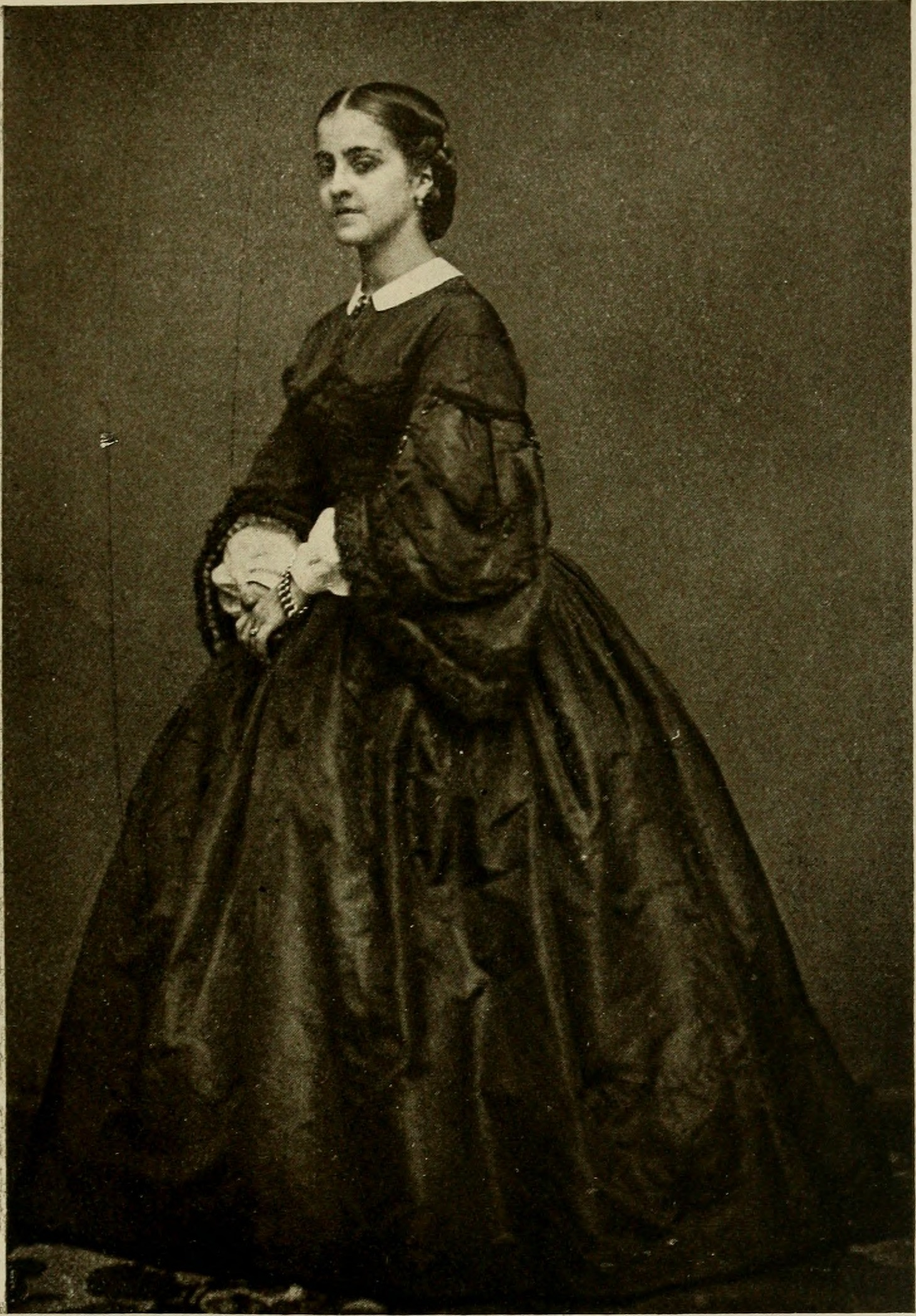
Adelina Patti (1859)

- Johann Strauss (Sohn): Der Komponist bringt folgende Werke heraus: Hell und voll (Walzer) op. 216; Irrlichter (Walzer) op. 218; Deutsche (Walzer) op. 220; Promotionen (Walzer) (Walzer) op. 221; Schwungräder (Walzer) op. 223; Reiseabenteuer (Walzer) op. 227; Auroraball-Polka op. 219; Nachtigall-Polka op. 222; Gruß an Wien (Polka) op. 225; Der Kobold (Polka) op. 226; Niko-Polka op. 228; Jäger-Polka op. 229 und die Dinorah-Quadrille op. 224.

### Weitere Ereignisse
- 24. April: In Prag wird das Neustädter Theater eröffnet.
- 24. November: Die 16-jährige Adelina Patti hat ihr Operndebüt in der Rolle der Lucia di Lammermoor von Gaetano Donizetti. Damit beginnt eine kometenhafte Karriere als Koloratursopranistin.
- Bald nach der Hinrichtung des Abolitionisten John Brown am 2. Dezember wird das Lied John Brown’s Body in den Vereinigten Staaten populär.

## Geboren

### Januar bis Juni
- 01. Januar: Honorio Alarcón, kolumbianischer Pianist und Musikpädagoge († 1920)
- 08. Januar: Max Puchat, deutscher Komponist, Dirigent und Musikpädagoge († 1919)
- 10. Januar: Pauline Savari, französische Künstlerin und Feministin († 1907)

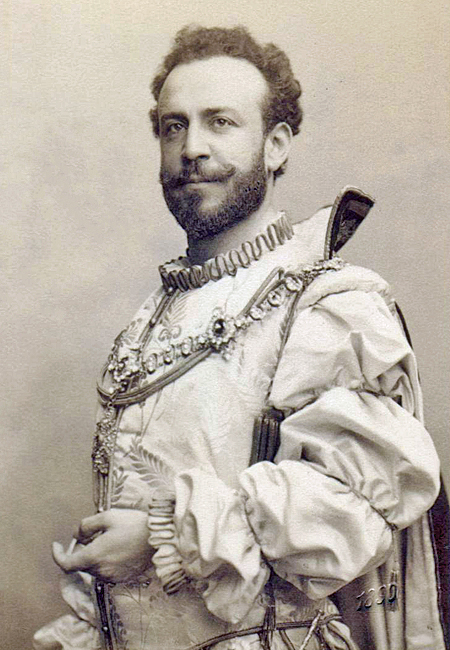
Francisco d’Andrade; * 11. Januar

- 11. Januar: Francisco d’Andrade, portugiesischer Opernsänger († 1921)
- 20. Januar: Rudolf Schwartz, deutscher Musikwissenschaftler und Bibliothekar († 1935)
- 21. Januar: Emil Vogel, deutscher Musikwissenschaftler († 1908)
- 24. Januar: Alexander Alexandrowitsch Iljinski, russisch-sowjetischer Komponist und Hochschullehrer († 1920)
- 27. Januar: Émery Lavigne, kanadischer Pianist, Organist und Musikpädagoge († 1902)
- 09. Februar: Robert Hope-Jones, britischer Orgelbauer († 1914)
- 14. Februar: Theodor Gmür, Schweizer Organist, Komponist und Hochschullehrer († 1929)
- 22. April: Hermann Bendix, deutscher Pädagoge, Kantor und Komponist († 1935)
- 01. Mai: Bohuslav Jeremiáš, tschechischer Komponist, Organist, Dirigent und Musikpädagoge († 1918)
- 01. Mai: Tivadar Nachéz, ungarischer Violinist und Komponist († 1930)
- 09. Mai: Richard Mandl, österreichischer Komponist († 1918)
- 20. Mai: William Whitehouse, britischer Cellist und Musikpädagoge († 1935)
- 24. Mai: Constantin Mandicevschi, österreichischer Lehrer und Bibliothekar rumänischer Herkunft († 1933)
- 11. Juni: Angelo Consolini, italienischer Geiger, Bratscher, Musikpädagoge und Komponist († 1934)
- 22. Juni: Frank Damrosch, deutsch-amerikanischer Dirigent und Musikerzieher († 1937)

### Juli bis Dezember
- 02. Juli: Otto Böckel, deutscher Bibliothekar, Volksliedforscher und antisemitischer Politiker († 1923)
- 14. Juli: Willy Heß, deutscher Violinvirtuose und -lehrer († 1939)
- 23. Juli: Demeter Popovici, rumänischer Opernsänger, Gesangspädagoge und Operndirektor († 1927)
- 09. August: Arthur Egidi, deutscher Organist, Komponist und Musikpädagoge († 1946)
- 20. August: Julius Brück, ungarischer Musikpädagoge und Komponist († 1918)
- 21. August: Carl Schmeidler, deutscher Musikdozent und Komponist in Berlin und Breslau († 1935)
- 23. August: Franz Porten, deutscher Opernsänger (Bariton) und Filmregisseur († 1932)
- 23. August: Arthur Rösel, deutscher Komponist, Geiger, Arrangeur und Dirigent († 1934)
- 03. September: Hugo Türpe, deutscher Cornet-Virtuose und Komponist († 1891)
- 09. September: William Reed, kanadischer Organist und Komponist († 1945)
- 11. September: Franz Götze, deutscher Theaterkapellmeister und Komponist († 1934)
- 18. September: Victor Küzdő, ungarisch-amerikanischer Violinist, Komponist und Musikpädagoge († 1966)
- 22. September: Rudolph Bergh, dänischer Komponist († 1924)
- 24. September: Julius Klengel, deutscher Cellist († 1933)
- 14. Oktober: Camille Chevillard, französischer Komponist und Dirigent († 1923)
- 14. Oktober: Adolf Stierlin, deutscher Sänger, Komponist und Musikpädagoge († 1930)

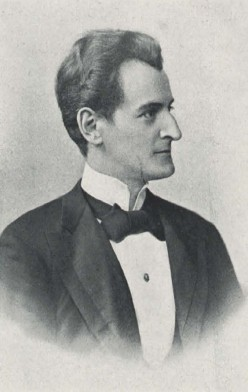
Carl Muck; * 22. Oktober

- 22. Oktober: Karl Muck, deutscher Dirigent († 1940)
- 22. Oktober: Alfred Schnerich, österreichischer Musikwissenschaftler und Kunsthistoriker († 1944)
- 26. Oktober: Arthur Friedheim, russisch-deutscher Pianist und Komponist († 1932)
- 06. November: Máximo Arrates Boza, panamaischer Komponist († 1936)
- 07. November: Giovanni Barbieri, italienischer Pianist, Komponist und Musikpädagoge († 1943)
- 19. November: Michail Michailowitsch Ippolitow-Iwanow, russischer Komponist und Dirigent († 1935)
- 21. November: Battison Haynes, britischer Organist, Pianist und Komponist († 1900)
- 22. November: Cecil James Sharp, britischer Musiker, Musikdozent, Chorleiter und Komponist († 1924)
- 30. November: Sergei Michailowitsch Ljapunow, russischer Komponist und Pianist († 1924)
- 03. Dezember: Josef Cyrill Sychra, tschechischer Komponist, Organist, Chorleiter und Musikpädagoge († 1935)

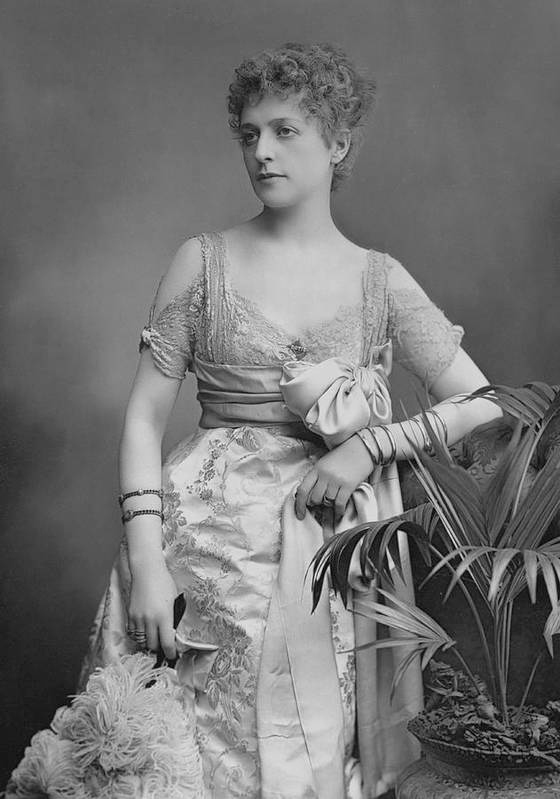
Hope Temple; * 27. Dezember

- 10. Dezember: Antonio Restori, italienischer romanischer Philologe und Musikwissenschaftler († 1928)
- 23. Dezember: Richard Bartmuß, deutscher Komponist († 1910)
- 24. Dezember: Maurice Léna, französischer Dramatiker und Librettist († 1928)
- 24. Dezember: Roman Statkowski, polnischer Komponist und Musikpädagoge († 1925)
- 27. Dezember: Hope Temple, irische Liedschreiberin und Komponistin († 1938)
- 30. Dezember: Josef Bohuslav Foerster, tschechischer Komponist († 1951)

### Genaues Geburtsdatum unbekannt
- Josef Hackl, deutscher Orgelbauer († 1. Hälfte des 20. Jahrhunderts)
- Ella Hattan, amerikanische Fechterin, Musicaldarstellerin und Schauspielerin († nach 1909)

## Gestorben

### Todesdatum gesichert
- 20. Januar: Bettina von Arnim, deutsche sozialkritische Schriftstellerin, Zeichnerin und Komponistin (* 1785)
- 01. Februar: Johann Christoph Schröther der Jüngere, deutscher Orgelbauer (* 1774)
- 19. Februar: John Abbey, englischer Orgelbauer (* 1785)
- 26. Februar: Ferdinand Schubert, österreichischer Komponist (* 1794)
- 15. März: Adelaide Tosi, italienische Opernsängerin (* 1800)
- 10. Juni: Johannes Dürrner, deutscher Komponist und Musikdirektor (* 1810)
- 29. Juni: Kamilo Mašek, slowenischer Komponist (* 1831)
- 25. Juli: Theodor Kniewel, deutscher Lehrer, Chorleiter und lutherischer Pfarrer (* 1783)

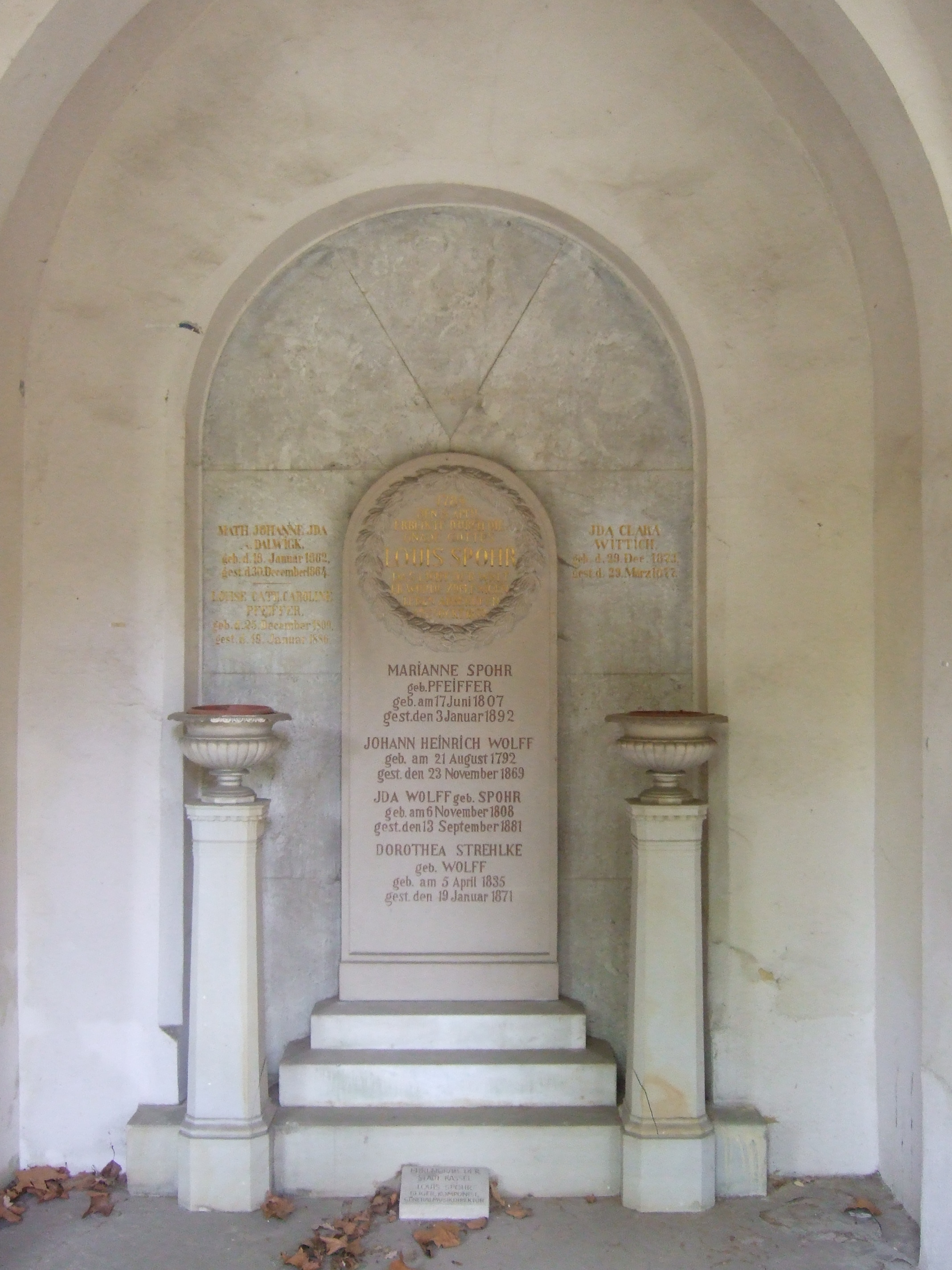
Grab von Louis Spohr im Mausoleum auf dem Hauptfriedhof in Kassel

- 18. September: Johann Conradi, deutscher Opernsänger (Bass) (* 1815)
- 22. Oktober: Louis Spohr, deutscher Komponist, Dirigent, Pädagoge, Organisator von Musikfesten und Geiger (* 1784)
- 04. November: Christian Wilhelm Fischer, deutscher Schauspieler, Sänger (Bassbuffo) und Regisseur (* 1786 oder 1790)
- 07. November: Carl Gottlieb Reißiger, deutscher Komponist und Hofkapellmeister (* 1798)
- 05. Dezember: Cecilia Maria Barthélemon, englische Sängerin, Komponistin, Pianistin und Organistin (* 1767)

### Genaues Todesdatum unbekannt
- Jacint Boada i Casanoves, katalanischer Chormeister, Organist, Komponist und Mönch (* 1772)
- Gottfried Wilhelm Seemann, deutscher Klarinettist (* 1793)